# Aaron Cresswell
Aaron William Cresswell (* 15. prosince 1989 Liverpool) je anglický profesionální fotbalista a bývalý reprezentant, který hraje na pozici levého či středního obránce za anglický klub West Ham United FC.
Cresswell debutoval v A-týmu Tranmere Rovers v roce 2008 a v klubu, před přestupem do Ipswich Townu v roce 2011, odehrál 70 ligových utkání. V Ipswichi odehrál 138 zápasů, v nichž vstřelil šest gólů, a poté se v červenci 2014 připojil k prvoligovému West Hamu.
V anglické reprezentaci debutoval v listopadu 2016 v přátelském utkání proti Španělsku na stadionu ve Wembley.

## Klubová kariéra
Cresswell se narodil ve městě Liverpool v Merseyside. Cresswell zahájil svou kariéru v akademii Liverpoolu, ve věku 15 let byl však z klubu uvolněn.

### Tranmere Rovers
Po odchodu z Liverpoolu se připojil k akademii Tranmere Rovers, kde v červenci 2008 podepsal svou první profesionální smlouvu. Cresswell debutoval 1. listopadu 2008 v zápase League One s Milton Keynes Dons, který skončil prohrou Tranmere 1:0.
Přestože mu klub na konci sezóny 2010/11 nabídl novou smlouvu, Cresswell se rozhodl nabídky nevyužít a přestoupit o úroveň výše, jelikož měl údajné nabídky z několika druholigových celků.

### Ipswich Town

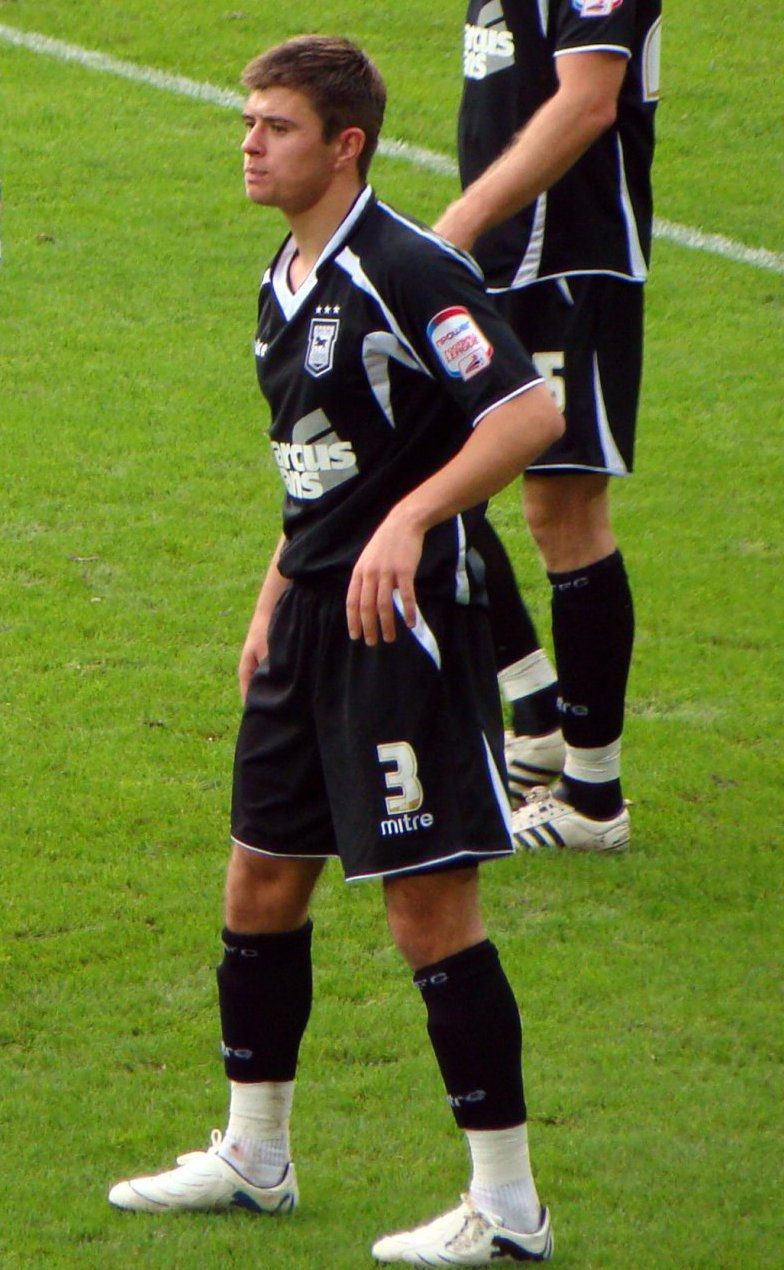
Cresswell hrající za Ipswich Town (2011)

V červnu 2011 se Cresswell upsal Ipswich Townu, kterému dal přednost před West Bromem a Doncasterem Rovers. Přestupová částka se odhaduje na 275 tisíc euro. Cresswell podepsal smlouvu na tři roky.
V klubu debutoval 6. srpna 2011 při výhře 3:0 nad Bristolem City. Svůj první gól za klub vstřelil 17. března; jednalo se o vítěznou branku domácího utkání proti Peterborough United. Během své první sezóny na Portman Road odehrál 46 utkání ve všech soutěžích, přičemž se mu podařilo jednou skórovat. V sezóně 2011/12 získal ocenění pro nejlepšího hráče klubu podle fanoušků.
V létě 2012 vedly dobré Cresswellovy výkony k tomu, že byl spojován s přestupem do nejvyšší anglické soutěže; mezi údajné zájemce měla patřit Aston Villa.
V sezóně 2012/13 si nadále udržel místo v základní sestavě Ipswiche. Svůj první gól v sezóně vstřelil při vítězství 3:1 nad Bristolem Rovers v prvním kole ligového poháru. V průběhu sezóny odehrál 49 zápasů a vstřelil 4 góly. Získal ocenění pro nejhezčí branku klubu v sezóně za jeho gól při vítězství 3:0 nad Crystal Palace ze dne 16. dubna.
První branky v sezóně 2013/14 se dočkal 17. září 2013, když dal vítězný gól při vítězství 2:1 nad Yeovil Townem. Během sezóny odehrál 43 zápasů, vstřelil 2 góly a objevil se v nejlepší jedenáctce soutěže.

### West Ham United

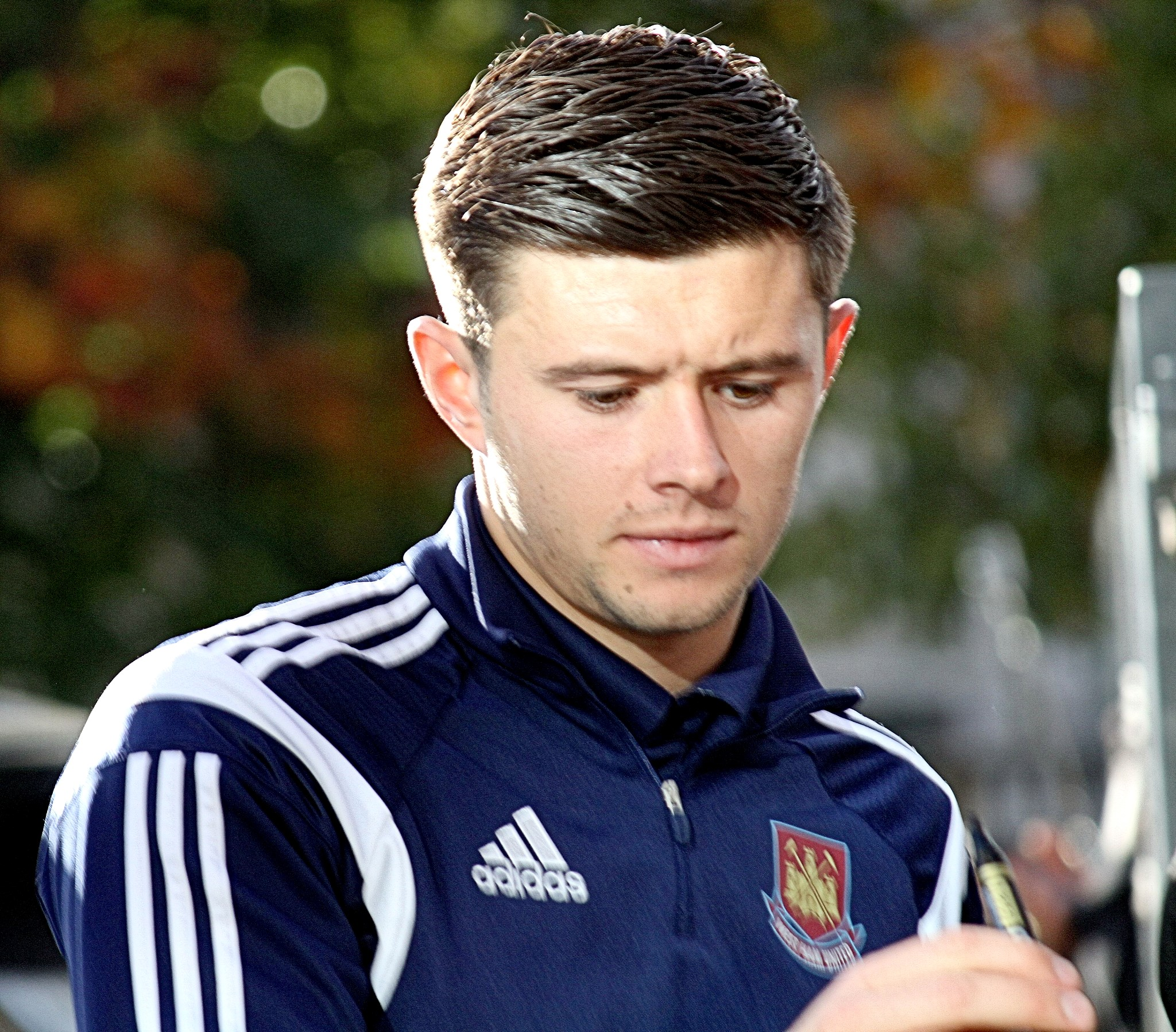
Aaron Cresswell (2014)

Dne 3. července 2014 přestoupil Cresswell do West Hamu United za částku ve výši až 5 miliónů euro. V klubu podepsal smlouvu na pět let. Debutoval 16. srpna 2014 při domácí porážce 1:0 s Tottenhamem Hotspur. 29. listopadu vstřelil svůj první gól v klubu, a to v zápase proti Newcastle United na Boleyn Ground. V květnu 2015 byla Cresswellovi udělena cena Kladivář roku a získal také ocenění pro nejlepšího hráče klubu podle hráčů. Cresswell odehrál v sezóně 2014/15 všech 38 ligových zápasů a všechny čtyři zápasy v FA Cupu. V červnu 2015 Cresswell podepsal novou smlouvu do roku 2020 s opcí na další dva roky.
Cresswell odehrál nejvyšší počet zápasů ze všech hráčů West Hamu v sezóně 2015/16, když nastoupil do 47 utkání, ve kterých vstřelily dva góly, 26. prosince venku proti Aston Ville a 17. dubna při remíze 2:2 s Leicesterem City.
V červenci 2016 se Cresswell zranil při předsezónním přátelském zápase s německým klubem Karlsruher SC. Cresswell, který utrpěl zranění kolene, strávil na marodce čtyři měsíce. Cresswell se vrátil na hřiště 15. října, když nastoupil do utkání proti Crystal Palace, kde asistoval Manuelu Lanzinimu na jedinou branku utkání. V zápase však byl v 78. minutě vyloučen poté, co obdržel dvě žluté karty.
V září 2019 Cresswell proměnil přímý kop v zápase proti Manchesteru United, kterým zpečetil vítězství 2:0. O necelý týden později Cresswell vstřelil gól na konečných 2:2 proti AFC Bournemouth. Bylo to poprvé v jeho kariéře, kdy skóroval ve dvou po sobě jdoucích ligových zápasech. V říjnu 2019 podepsal novou smlouvu do roku 2023. V listopadu 2019 vstřelil jediný gól ligového utkání proti Chelsea.
Dne 11. prosince 2020 odehrál Cresswell svůj 200. zápas v Premier League při výhře 2:1 proti Leedsu United, během kterého asistoval na vítězný gól Angela Ogbonny. 21. března 2021, při remíze 3:3 s Arsenalem, odehrál Cresswell své 217. ligové utkání za West Ham, čímž se stal druhým nejlepším hráčem klubu v tomto ohledu za kapitánem klubu Markem Noblem. Cresswell zaznamenal v sezóně 2020/21 celkem osm asistencí, o jednu více než druhý krajní obránce klubu Vladimír Coufal. Toto anglicko-české duo zaznamenalo v součtu nejvíce asistencí ze všech dvojic krajních obránců v sezóně Premier League 2020/21.

## Reprezentační kariéra
Dne 7. listopadu 2016 byl Cresswell poprvé povolán do anglické reprezentace na zápas kvalifikace na Mistrovství světa 2018 se Skotskem a na přátelské utkání se Španělskem, poté co z nominace kvůli zranění vypadl Danny Drinkwater. Debutoval 15. listopadu, když na stadionu ve Wembley vystřídal v 79. minutě utkání se Španělskem Dannyho Rose.

## Statistiky

### Klubové
K 15. srpnu 2021
| Klub            | Sezóna  | Liga           | Liga   | Liga | FA Cup | FA Cup | EFL Cup | EFL Cup | Ostatní | Ostatní | Celkem | Celkem |
| Klub            | Sezóna  | Liga           | Zápasy | Góly | Zápasy | Góly   | Zápasy  | Góly    | Zápasy  | Góly    | Zápasy | Góly   |
| --------------- | ------- | -------------- | ------ | ---- | ------ | ------ | ------- | ------- | ------- | ------- | ------ | ------ |
| Tranmere Rovers | 2008/09 | League One     | 13     | 1    | 1      | 0      | 0       | 0       | 0       | 0       | 14     | 1      |
| Tranmere Rovers | 2009/10 | League One     | 14     | 0    | 0      | 0      | 2       | 0       | 1       | 0       | 17     | 0      |
| Tranmere Rovers | 2010/11 | League One     | 43     | 4    | 1      | 1      | 2       | 0       | 3       | 0       | 49     | 5      |
| Tranmere Rovers | Celkem  | Celkem         | 70     | 5    | 2      | 1      | 4       | 0       | 4       | 0       | 80     | 6      |
| Ipswich Town    | 2011/12 | Championship   | 44     | 1    | 1      | 0      | 1       | 0       | —       | —       | 46     | 1      |
| Ipswich Town    | 2012/13 | Championship   | 46     | 3    | 1      | 0      | 2       | 1       | —       | —       | 49     | 4      |
| Ipswich Town    | 2013/14 | Championship   | 42     | 2    | 1      | 0      | 0       | 0       | —       | —       | 43     | 2      |
| Ipswich Town    | Celkem  | Celkem         | 132    | 6    | 3      | 0      | 3       | 1       | —       | —       | 138    | 7      |
| West Ham United | 2014/15 | Premier League | 38     | 2    | 4      | 0      | 0       | 0       | —       | —       | 42     | 2      |
| West Ham United | 2015/16 | Premier League | 37     | 2    | 6      | 0      | 1       | 0       | 3       | 0       | 47     | 2      |
| West Ham United | 2016/17 | Premier League | 26     | 0    | 1      | 0      | 2       | 0       | 0       | 0       | 29     | 0      |
| West Ham United | 2017/18 | Premier League | 36     | 1    | 1      | 0      | 2       | 0       | —       | —       | 39     | 1      |
| West Ham United | 2018/19 | Premier League | 20     | 0    | 0      | 0      | 2       | 0       | —       | —       | 22     | 0      |
| West Ham United | 2019/20 | Premier League | 31     | 3    | 1      | 0      | 1       | 0       | —       | —       | 33     | 3      |
| West Ham United | 2020/21 | Premier League | 36     | 0    | 2      | 0      | 1       | 0       | —       | —       | 39     | 0      |
| West Ham United | 2021/22 | Premier League | 1      | 1    | 0      | 0      | 0       | 0       | 0       | 0       | 1      | 1      |
| West Ham United | Celkem  | Celkem         | 225    | 9    | 15     | 0      | 9       | 0       | 3       | 0       | 252    | 9      |
| Celkem          | Celkem  | Celkem         | 428    | 20   | 20     | 1      | 16      | 1       | 7       | 0       | 470    | 22     |

### Reprezentační
| Anglie | Anglie | Anglie |
| Rok    | Zápasy | Góly   |
| ------ | ------ | ------ |
| 2016   | 1      | 0      |
| 2017   | 2      | 0      |
| Celkem | 3      | 0      |

## Ocenění

### Individuální
- Hráč roku Ipswich Townu: 2011/12[12]
- Gól sezóny Ipswich Townu: 2012/13[15]
- Jedenáctka sezóny EFL Championship: 2013/14[16]
- Hráč sezóny West Hamu United podle hráčů: 2014/15[21]
- Hráč sezóny West Hamu United podle fanoušků: 2014/15[21]